# Rivière Battle
La rivière Battle est une rivière du Centre de l'Alberta et de l'Ouest de la Saskatchewan au Canada. Il s'agit de l'un des principaux affluents de la rivière Saskatchewan  Nord. Du Lac Battle jusqu'à sa confluence, au sud-est de Battleford, elle coule sur environ 800 km dans un bassin versant de 30 300 km2.